# Schlacht von Chora
Die Schlacht von Chora fand vom 15. bis zum 19. Juni 2007 innerhalb der sowie um die Stadt Chora in der afghanischen Provinz Urusgan statt. Die Gefechte wurden um die Kontrolle einer wichtigen Versorgungsstraße zwischen Truppen der ISAF und deren afghanischen Verbündeten auf der einen und den Taliban auf der anderen Seite geführt.

## Vorgeschichte
Die Provinz Urusgan ist zusammen mit den Nachbarprovinzen Kandahar und Helmand Teil des traditionellen paschtunischen Stammesgebiets der Taliban. In einer von den Vereinigten Staaten geführten Koalition vom August 2006 wurden bereits 1600 niederländische Soldaten in die Provinzhauptstadt verlegt. Australische und afghanische Truppen unter niederländischem Kommando sowie andere NATO-Alliierte waren ebenfalls dort stationiert. Aufgrund der räumlichen Ausdehnung des Operationsraums, entschloss sich das niederländische Oberkommando, seine Truppen lediglich auf die drei Ballungszentren zu konzentrieren.

## Die Schlacht

### 15. Juni
Am Abend des 15. Juni 2007 fanden mehrere Feuergefechte in der Nähe von Chora statt. Am Morgen desselben Tages wurde bereits ein niederländischer Konvoi von einem Selbstmordattentäter angegriffen. Dabei wurden mehrere afghanische Zivilisten getötet.

### 16. Juni
Ein US-amerikanisches A-10-Erdkampfflugzeug klärte etwa 60 Personen auf, die sich auf Chora zubewegten. Die niederländischen Truppen wurden informiert, die Gruppe jedoch nicht angegriffen, da sie nicht eindeutig zu identifizieren war.
Kurze Zeit später wurden drei Kontrollposten der afghanischen Polizei von einer großen Anzahl Taliban koordiniert angegriffen. In niederländischen Medien wurde eine Zahl von etwa 800 Angreifern genannt, diese konnte jedoch nicht bestätigt werden. Niederländische Truppen wurden im Laufe der Kampfhandlungen verlegt, um zwei der Polizeistationen zu unterstützen.
Die Taliban überfielen einen der Kontrollposten und töteten einen von ihnen gefangen genommenen Polizisten sowie Mitglieder seiner Familie. Am Nachmittag wurden die niederländischen Truppen zum Ausweichen gezwungen, was es den Taliban ermöglichte, die übrigen zwei Kontrollposten einzunehmen.
Die niederländischen Truppen sammelten sich bei Chora neu. Der niederländische Kommandeur Colonel Hans van Griensven befahl, die Stellung zu halten und weiterzukämpfen.
Luftstreitkräfte der ISAF-Truppen boten Luftunterstützung an und attackierten die Taliban, wobei sie auch etwa 30 bosnische Freischärler aufklärten, die sich zusammen in einem Bauernhof in der Nähe eines Dorfes aufhielten. Ein Apache-Kampfhubschrauber feuerte zwei Hellfire-Raketen auf den Bauernhof, wobei die Freischärler und mehrere Zivilisten getötet wurden.
Rozi Khan, ein örtlicher Stammesführer, bot an, 150 bis 200 seiner Männer zur Verteidigung von Chora bereitzustellen. Die Niederländer und der Bürgermeister von Chora akzeptierten sein Angebot nur ungern. Eine Gruppe aus niederländischen und australischen Soldaten im Kamp Holland verlegte in Richtung Chora, wobei die Australier eine wichtige Zufahrtsstraße sicherten.
Am 16. Juni wurde der US-Staff Sergeant Roy P. Lewsader getötet, als sein Fahrzeug von einer RPG-Panzerabwehrwaffe getroffen wurde.

### 17. und 18. Juni
Sonntag, den 17. Juni und Montag den 18. Juni erreichte die niederländische Verstärkung aus Kamp Holland und einer zweiten niederländischen Basis die Truppen bei Chora und erhöhte die Zahl der Soldaten auf 500 Mann. Mit Hilfe von Chinook-Transporthubschraubern wurden zudem 50 afghanische Soldaten in das Kampfgebiet verlegt.
Sechs in Afghanistan stationierte F-16-Kampfflugzeuge der niederländischen Streitkräfte wurden während der Gefechte von Infanteriekräften angefordert und unterstützten die Bodentruppen im Gefecht.
In der Nacht zum 18. Juni wurde ein niederländischer Soldat getötet und drei weitere verletzt, als während des Nachladens eines 81-mm-Mörsers eine Granate bereits im Rohr detonierte.

### 19. Juni
Um 9:30 Uhr befahl die NATO, die Luftunterstützung für die Kämpfe um Chora einzustellen, jedoch wurden bereits um 9:40 Uhr wieder Luftangriffe geflogen, nachdem Colonel Van Griensven gedroht hatte, seine sechs F-16 aus dem NATO-Oberkommando abzuziehen.
Um 10:00 Uhr vollzogen niederländische und afghanische Truppen zusammen mit Rozi Khans Milizen die sogenannte „Operation Troy“, um die drei verloren gegangenen Kontrollposten zurückzuerobern.